# Dolichopeza (Dolichopeza) hirsuticauda
Dolichopeza (Dolichopeza) hirsuticauda is een tweevleugelige uit de familie langpootmuggen (Tipulidae). De soort komt voor in het Palearctisch gebied.